# الجامعة التقنية في شمال فرنسا
الجامعة التقنية في شمال فرنسا (بالإنجليزية: Institut industriel du Nord)‏ هي معهد التكنولوجيا، ومعهد، تأسست في 1872، في فرنسا، وكان مؤسسها هو Frédéric Kuhlmann ‏، وConseil général du Nord ‏، وAdolphe Matrot ‏، وHenri Masquelez ‏، وليل، وهي عضوة في Concours Centrale-Supélec ‏، وجامعة ليل، وSociété industrielle du Nord de la France ‏.